# Henri Christophe (fotbollsdomare)
Henri Christophe, född 23 juli 1884, död 17 juni 1968, var en belgisk fotbollsdomare som bland annat dömde i Världsmästerskapet i fotboll 1930.
Christophe var en av endast fyra europeiska domare under VM 1930 och han dömde en match som huvuddomare, gruppspelsmatchen mellan Chile och Mexiko. Han assisterade även landsmannen John Langenus i finalen som linjedomare.
Christophe dömde även matcher i 1920, 1924 och 1928 års olympiska spel. Totalt dömde han fyra OS-matcher.